# 효장문황후
효장문황후(孝莊文皇后, 만주어: ᡥᡳᠶᠣᠣᡧᡠᠩᡤᠠ
ᠠᠮᠪᠠᠯᡳᠩᡤᡡ
ᡤᡝᠩᡤᡳᠶᡝᠨ
ᡧᡠ
ᡥᡡᠸᠠᠩᡥᡝᠣ Hiyoošungga Ambalinggū Genggiyen Šu Hūwangheo, 명(明) 만력(萬曆) 41년 2월 8일(1613년 3월 28일) ~ 강희(康熙) 26년 12월 25일(1688년 1월 27일))는 청 제국 태종(太宗) 숭덕제의 후궁이며, 순치제의 모후로서 사후 황후로 추존되었다. 이름은 보르지기트 붐부타이(만주어: ᠪᠣᡵᠵᡳᡤᡳᡨ
ᠪᡠᠮᠪᡠᡨᠠᡳ Borjigit Bumbutai, 한국 한자: 博爾濟吉特 布木布泰 박이제길특 포목포태).

## 생애
1613년 몽골 코르친(科爾沁)에서, 코르친 버일러 호쇼이 충친왕 자이상(科爾沁貝勒 和碩忠親王 寨桑)의 딸로 태어났다.
1625년(천명 10년)에 누르하치(努爾哈赤)의 8번째 아들인 홍타이지(만주어: ᡥ ᡥᠣᠩ
ᡨᠠᡳᠵᡳ Hong Taiji)의 측복진(側福晋: 측실)이 되었고, 1636년(숭덕 원년), 숭덕제가 연호를 청(淸)으로 바꾸고 황제를 칭하면서, 그녀는 5궁 중 말단인 차서궁(次西宮)의 주인이 되어 영복궁 장비(永福宮 莊妃)에 봉해졌다.
이후 아들 복림(福臨)이 즉위하여 순치제가 되면서 황태후에 책봉되었다. 숭덕제 사후 순치제의 섭정이었던 도르곤과 재혼하였다는 설이 있으나 정확하지 않다. 그 뒤 다시 손자 현엽(玄曄)이 즉위하여 강희제가 되면서 태황태후에 책봉되었다. 그녀는 이 기간 동안 여러 차례에 걸쳐 존호를 받으며 소성태황태후(昭聖太皇太后)로 불렸다.
1688년(강희 27년)에 76세를 일기로 사망하여, 시호는 효장문황후(孝莊文皇后)로 추존되었으며, 1723년(옹정 원년)에는 옹정제가 강희제의 유언대로 소릉(昭陵)에 묻히지 않고, 새로운 능인 소서릉(昭西陵)에 안장되었으며 지덕(至德)이라는 시호를 가상하였다. 그 후 건륭제는 위대한 업적을 칭송하기 위하여 순휘(純徽)라는 시호를 추가하였다.
참고로 숭덕제의 대복진(大福晋: 정실 중 으뜸 부인) 이자 황후인 효단문황후(孝端文皇后, 만주어: ᡥᡳᠶᠣᠣᡧᡠᠩᡤᠠ
ᡩᠣᡵᠣᠩᡤᠣ
ᡤᡝᠩᡤᡳᠶᡝᠨ
ᡧᡠ
ᡥᡡᠸᠠᠩᡥᡝᠣ Hiyoošungga Doronggo Genggiyen Šu Hūwangheo) 보르지기트 저르저르는 그녀의 고모이고, 숭덕제의 유일한 사랑이었다는 후궁 민혜공화원비(敏惠恭和元妃) 보르지기트 하르졸은 그녀의 친언니이다. 그녀의 재혼 남편이라는 설이 있는 황부섭정왕 도르곤의 정복진(正福晋) 보르지기트씨는 그녀의 사촌 언니다.
- 영복궁 장비 시절
- 태황태후 시절

## 존호, 시호
존호는 1651년(순치 8년) 2월에 소성자수황태후(昭聖慈壽皇太后)라는 존호를 올렸다. 그 해 8월에는 공간(恭簡), 1656년(순치 13년)에는 안의장경(安懿章慶)을 올렸고, 황태후 때 존호는 소성자수공간안의장경황태후(昭聖慈壽恭簡安懿章慶皇太后)이다. 태황태후가 되고나서 1662년(강희 원년)에는 돈혜(敦惠), 1665년(강희 4년)에는 온장(溫莊), 1667년(강희 6년)에는 강화(康和), 1676년(강희 15년)에는 인선(仁宣), 1681년(강희 20년)에는 홍정(弘靖)을 올렸다. 최종 존호는 소성자수공간안의장경돈혜온장강화인선홍정태황태후(昭聖慈壽恭簡安懿章慶敦惠溫莊康和仁宣弘靖太皇太后)이다.
사후 시호는 효장인선성헌공의익천계성문황후(孝莊仁宣誠憲恭懿翊天啓聖文皇后)이며, 1723년(옹정 원년)에 지덕(至德), 1736년(건륭 원년)에 순휘(純徽)를 추가하여 올렸다. 최종 시호는 효장인선성헌공의지덕순휘익천계성문황후(孝莊仁宣誠憲恭懿至德純徽翊天啓聖文皇后)이다.

## 가족관계
- 남편 : 청나라 제2대 황제 숭덕제(崇德帝, 1592~1643, 재위 1627~1643)[3]
  - 장녀 : 4황녀 고륜옹목공주(固倫雍穆公主, 1629~1678)
  - 사위 : 과이심부 박이제길특 필이탑합이(果爾沁部 博爾濟吉特 弼爾塔哈爾, ?~1667)
    - 손자 : 찰살극다라군왕 악제이(札薩克多羅郡王 鄂齊爾)

  - 차녀 : 5황녀 고륜숙혜공주(固倫淑慧公主, 1632~1700)
  - 사위 : 색이합(索爾哈)
  - 사위 : 파림부 박이제길특 색포등(巴林部 博爾濟吉特 色布騰, ?~1668)
  - 삼녀 : 7황녀 고륜단헌공주(固倫端獻公主, 1633~1648)
  - 사위 : 박이제길특 견길이격(博爾濟吉特 堅吉爾格)
  - 장남 : 9황자 세조 순치장황제(世祖 順治章皇帝, 1638~1661 재위 1643~1661)

(친정)
- 조부 : 과이심패륵 화석복친왕 망고사(科爾沁貝勒 和碩福親王 莽古思)
- 조모 : 화석복비(和碩福妃)
  - 아버지 : 과이심패륵 화석충친왕 채상(科爾沁貝勒 和碩忠親王 寨桑)
  - 어머니 : 현비 박례(賢妃 博禮)
    - 오빠 : 탁례극도친왕 오극선(卓禮克圖親王 吳克善)
      - 조카 : 과이심패륵 작이제(科爾沁貝勒 綽爾濟)
        - 종손녀·며느리 : 효혜장황후 박이제길특씨(孝惠章皇后 博爾濟吉特氏, 1641년~1717년) - 순치제의 繼황후
        - 종손녀·며느리 : 숙혜비 박이제길특씨(淑惠妃 博爾濟吉特氏, 1642~1713) - 순치제의 후궁

      - 질녀·며느리 : 폐황후·정비 박이제길특씨(廢皇后·靜妃 博爾濟吉特氏, ?~?) - 순치제의 初황후. 후궁으로 강봉

    - 언니 : 민혜공화원비 박이제길특씨(敏惠恭和元妃 博尔济吉特氏, 1609~1641) - 숭덕제의 후궁
      - 조카 : 숭덕제의 8황자. 1세에 요절(1637~1638)

  - 고모 : 효단문황후 박이제길특씨(孝端文皇后 博尔吉济特氏, 1600~1649) - 숭덕제의 황후(정통)
    - 고종 여동생·법녀 : 2황녀 고륜온장공주(固倫溫莊公主, 1625~1663)
    - 고종 여동생·법녀 : 3황녀 고륜정단공주(固倫靖端公主, 1628~1686)
    - 고종 여동생·법녀 : 8황녀 고륜단정공주(固倫端貞公主, 1634~1692)

## 중국의 드라마
- 대청풍운
- 숭덕제
- 예친왕
- 순치제

## 같이 보기
- 입팔분공